# Владникуц (Јаши)
Владникуц (рум. Vlădnicuț) насеље је у Румунији у округу Јаши у општини Ванатори. Oпштина се налази на надморској висини од 351 m.

## Становништво
Према подацима из 2002. године у насељу је живело 132 становника, од којих су сви румунске националности.